# ماگدالنا چروینسکا
ماگدالنا چروینسکا (لهستانی: Magdalena Czerwińska؛ زادهٔ ۱۹۷۸) بازیگر اهل لهستان است.
از فیلم‌ها یا مجموعه‌های تلویزیونی که وی در آن‌ها نقش داشته‌است، می‌توان به مفقودشدگان، بدون پنهان‌کاری، بدنامی، جاسوس، پیمان ورشو، رفتارشناس، کلانگور، فرابنفش، قانون حقیقی، پدر متیو، هتل ۵۲، در خوشی و سختی، در اعماق جنگل،  قرارداد، فرشته نیرومند و خدایان اشاره نمود.